# Mordella fasciata
Mordella fasciata là một loài bọ cánh cứng trong họ Mordellidae. Loài này được Thomson miêu tả khoa học năm 1864.